# Vestdijktunnel
De Vestdijktunnel is een spoorviaduct in de binnenstad van de Nederlandse stad Eindhoven. Het verbindt het Stationsplein met de Fellenoord. De tunnel is vernoemd naar de straat Vestdijk, die op de tunnel aansluit.
De plannen voor het viaduct dateren al van vlak na Tweede Wereldoorlog in het kader van wederopbouw. In eerste instantie was het idee om grond tot drie meter af te graven en het spoor 1,5 meter boven het maaiveld aan te leggen. In 1946 kwam men daar op terug. Het spoor werd verder (tot circa 3 meter) opgetild, de tunnel werd minder diep (circa 1,5 meter) zodat er af- en toeritten van de tunnel een beperkte lengte konden krijgen. Er werd vervolgens vanaf december 1947 gebouwd aan meerdere tunnels bij het "Eindhovens Hoogspoor". In maart 1952 werd de Vestdijktunnel opgeleverd, op de brug is het jaar 1953 te zien. Het zou nog tot 28 november 1953 voordat het werk in haar geheel afgerond kon worden, er werd nog wel gewerkt aan het nieuwe station van Eindhoven.
Bovenop de tunnel staan langs het spoor zes beelden; drie aan de zuidzijde en drie aan de noordzijde. Deze beelden uit de beeldenserie Nijverheid van Eindhoven zijn personificaties van de Eindhovense industrie en werden ontworpen door Joop Hekman.
Bij hevige regenval ondervindt de Vestdijktunnel regelmatig wateroverlast. Het is meerdere keren voorgekomen dat ze zodanig onder water stond, dat er geen verkeer mogelijk was.